# روبرت وروبرت (فلم)
روبرت وروبرت (بالفرنسية: Robert et Robert) فيلم دراما، كوميدي فرنسي من إخراج وتأليف  كلود ليلوش لعام 1978. الفيلم من بطولة تشارلز دينر، وجاك فيليريه، وجان كلود بريالي، ويروي قصة لقاء شخصين غير متوافقين في وكالة مواعدة ويحققان اختراقًا في العالم الاجتماعي بطرق لم يتخيلاها أبدًا. صدر الفيلم إلى دور العرض الفرنسية في 14 يونية 1978. اشترك الفيلم في مهرجان جوائز سيزر الفرنسية لعام 1979، وجوائز الأكاديمية الفرنسية للسينما 1978.

## طاقم التمثيل
تشارلز دينر: في دور روبرت جولدمان
جاك فيليريه: في دور روبرت فيليرز
جان كلود بريالي: في دور السيد ميليت
فرانسيس بيرين: في دور السيد ميشود
جيرمين مونتيرو: في دور والدة جولدمان
ريجين: في دور والدة فيليرز
ماشا ميريل: في دور أجاث
نيلا بيلسكي: في دور السيدة ميليت
جوزيت ديرين: في دور السيدة ميشود
أرليت إيمري: في دور أرليت
محمد زينة: في دور علي
برونو كوكواتريكس: في دور برونو كوكواتريكس
بالاشتراك مع: باتريشيا كارتييه - رومان بوتيل – روفس -  ميشيل بونيه - جين أبيلي - ميشيل مورغان - مارسيل رانسون هيرفيه.

## ملخص أحداث الفيلم
يلتقي بعض كبار السن، فوق الأربعين، في وكالة زواج، الأول هو روبرت فيلييه (جاك فيليريه)، الخجول للغاية، والمتردد، ويمكن التعرف عليه بسهولة، والآخر هو روبرت جولدمان (تشارلز دينر)، الحساس للغاية، المهووس بشكل مرضي، وأيضاَ العصبي، المتوتر، والغير اجتماعي، وشخصية صعبة لدرجة أنه لم يرسم في حياته ظل ابتسامة. كلاهما يبدوان بائسين كما هما صريحان، وكلاهما مجرد أطفال عاشوا وجودهم بالكامل حتى يومنا هذا تحت سقف أمهاتهم، الأرامل، وهؤلاء الأمهات لا تزال تقرر عنهما أقل تفاصيل حياتهم اليومية. يجلس الرجلان حول الطاولة في غرفة الانتظار في وكالة الزواج، هذان الشخصان الغريبان اللذان يفصل بينهما كل شيء، وهم يشعرون بالحرج للغاية، وبالرعب، ويدققون في بعضهما البعض. يتبادلون بضع كلمات نادرة فقط خلال فترة الانتظار الطويلة. ثم يرى روبرت (جاك فيليريه) أنه يحصل على موعد محدد مع شخص غريب يختاره مدير الوكالة (جان كلود بريالي)، ويترك الوكالة أولاً ويذهب إلى الرصيف المقابل لانتظار حافله. بعد عشر دقائق، يرى روبرت (تشارلز دينر) نفسه أيضًا يحصل على لقاء مع شخص غريب من مدير الوكالة، ويترك الوكالة بدوره. مشيرا إلى أن روبرت لا يزال ضائعا مثل زميل فقير على الرصيف ينتظر حافلته المتأخرة، ويعرض روبرت إعادته بسيارته الأجرة، ويجعله يدفع أجرة عند وصوله! لكنهم يتعاطفون بعد بضعة أيام، حيث يتم تحديد اجتماعاتهم مع الغرباء من مدير الوكالة في نفس المكان وفي نفس الوقت! ثم تبدأ صداقة طويلة حيث تكتشف هاتان الشخصيتان بعضهما البعض حتى يصبحا لا ينفصلان عن بعضهما.

## استقبال الفيلم
كتب الناقد السينمائي فنسنت كانبي من صحيفة نيويورك تايمز 15 يناير 2008: «لا يوجد سبب على الإطلاق لتسمية كل من الشخصيات الرئيسية روبرت، باستثناء أن شخصًا ما اعتقد أنه سيكون عنوانًا لطيفًا، ومع ذلك، فإن هذه التأثيرات السكرية والسلوكيات المشمسة، التي غالبًا ما جعلت أفلام السيد ليلوش تبدو وكأنها إعلانات تجارية تبحث عن منتجات ذات علامة تجارية، لم تنجح أبدًا في تشويه الحشمة الهزلية التي لا معنى لها لروبرت وروبرت، انهم فريق جيد».
كتب بروس مكابي من صحيفة بوسطن غلوب بتاريخ 28 أبريل 2018: «غالبًا ما تشبه مشاهدة فيلم كلود ليلوش الجلوس في حمام دافئ لطيف واحتساء الشمبانيا. إنها تجربة حسية محسوسة».
كتب جاري أرنولد من صحيفة واشنطن بوست بتاريخ 10 مايو 2017: "لطالما كانت عمليات تفكير ليلوش محفوفة بالمخاطر، ومع تقدمه في العمر، يبدو أن ليلوش يفقد البراعة السمعية والبصرية التي جعلت حساباته التركيبية جذابة في "رجل وامرأة Un homme et une femme" الصرعة الدولية المبكرة التي لا تزال تمثل ذروة مسيرته الضحلة. أعتقد ان ليلوش عندما أقدم على هذا العمل كان يفكر في لوريل وهاردي، اللذان استشهد بهما أحد الشخصيات كمصدر إلهام في مرحلة ما. لابد أن ليلوش كان لديه الكوميديا الرائعة لإرنست لوبيتش وساشا غيتري في مكان ما في الجزء الخلفي من عقله المزيف أثناء ابتكاره "روبرت وروبرت"، لكنه لم يحقق أبدًا لمسة سحرية خفيفة... كان من المفيد أكثر أن يقتبس الجملة الملهمة النهائية في الفيلم: "ابتسم... الحياة جميلة حقًا يا روبرت"، أو الأفضل من ذلك، بيان الموضوع المنسوب إلى ليلوش في ملخص حبكة الموزع: "كل شخص لديه هدية وبمجرد أن يضع إصبعه عليها، يفتح كل باب، ومن تلك النقطة سيجد نفسه في جانب المنتصر".
قدم فريدريك وماري آن بروسات من صحيفة «سبريتيوالي أند براكتس Spirituality and Practice» نقد أكثر إيجابية: «جاك فيليريه وتشارلز دينر ضعيفان ومؤثران مثل الخاسرين الذين تغلبوا في النهاية على الصعاب ضد الوحدة وعدم الكشف عن هويتهما، إن إيقاع ليلوش السينمائي بطيء ولكنه متعمد وهو يطوقنا نحن وهاتين الشخصيتين بشريط من التفاؤل».

## الجوائز
حصل الفيلم على جائزة أفضل ممثل مساعد لجاك فيليريه (في دور روبرت فيليرز) ضمن جوائز سيزار، الفرنسية 1979.
حصل على جائزة أفضل ممثل مساعد لجاك فيليريه ضمن جوائز الأكاديمية الفرنسية للسينما 1978.

## روابط خارجية
- مقالات تستعمل روابط فنية بلا صلة مع ويكي بيانات